# Fräkentjärnen (Bjurholms socken, Ångermanland, 708926-163280)
Fräkentjärnen är en sjö i Bjurholms kommun i Ångermanland och ingår i Gideälvens huvudavrinningsområde.